# قسطنطين فيرجيل جورجيو
قسطنطين فيرجيل جورجــــيو (15 سبتمبر 1916 - 22 يونيو 1992)، هو كاتب من رومانيا اشتهر بروايته الشهيرة الساعة الخامسة والعشرون التي صدرت عام 1949.

## حياته
ولد في قرية فاليا البا في Războieni في رومانيا، بين 1942 و1943 عمل في وزارة الشؤون الخارجية في رومانيا كسكرتير سفير، تم اعتقاله عام 1944، وخرج بعد الحرب العالمية الثانية. توفي في باريس.

## من مؤلفاته
- الساعة الخامسة والعشرون.
- شحاذو المعجزات.
- نظرة جديدة في سيرة رسول الله.
- المسيح في لبنان.

## روابط خارجية
- قسطنطين فيرجيل جورجيو على موقع IMDb (الإنجليزية)
- قسطنطين فيرجيل جورجيو على موقع مونزينجر (الألمانية)